# 璀璨天空中的寂靜
《璀璨天空中的寂靜》（日语：輝く空の静寂には）是Kalafina的第8張單曲。於2010年9月15日由SME Records發行。

## 概要
此單曲共發行了通常盤、初回盤及黑執事II盤3個版本，初回盤附有收錄了表題曲Music Clip的DVD。表題曲「輝く空の静寂には」為電視動畫『黑執事II』的片尾曲及插曲。

## 收錄曲

### 通常盤
1. 輝く空の静寂には (4:12)
作詞／作曲／編曲：梶浦由記
電視動畫《黑執事II》第8、12話片尾曲及插曲
2. adore (5:13)
作詞／作曲／編曲：梶浦由記
3. 輝く空の静寂には 〜instrumental〜

### DVD（初回生産限定盤）
1. 輝く空の静寂には (Video Clip)

## 相關項目
- 黑執事II

## 資料來源
1. ↑  . ORICON NEWS.   [2019-09-14]. （原始内容存档于2015-09-24）.
2. ↑  . www.sonymusic.co.jp.   [2011-02-23]. （原始内容存档于2012-02-10）.

## 外部連結
- （日語）Kalafina 官方網站 （页面存档备份，存于）